# أم كرابيج (جزيرة)
جزيرة أم كرابيج تقع على نهر النيل في شمال السودان بالولاية الشمالية محافظة دنقلا شرق مدينة القولد، مساحتها تقدر ب 60 كم². يقدر سكانها بحوالي 1,400 نسمة يعملون في الزراعة وتربية الماشية.

## جغرافيا الجزيرة
قبل سنين عدة تعرضت الجزيرة لهدام قوي حيث جرفتها مياه النيل في ليلة واحدة ثم سرعان ما عوض الله أهلها بجزيرة جديدة إذ سد الطمي مجرى النيل الشرقي للجزيرة لتنضم أم كرابيج للضفة الشرقية للنيل. تحدها من الجنوب قرية الزرايب ومن الشمال عقبة ثم قرية ملواد ومن الشرق مشروع الخوي، أحد أكبر المشاريع الزراعية والحيوانية بالولاية.
تنقسم أم كرابيج إلى ثلاثة تجمعات صغيرة، تحتوى على بيوت المواطنين، والمناطق هي (الكنج) في الناحية الجنوبية وهى كلمة نوبية تعني بالعربي (الرأس) ويليه من الشمال (البار) ويليه (الكُرُب) بضم الكاف والراء، كما توجد بالقرية آثار مهمة تتحدث عن الحضارة النوبية القديمة.

## تسمية الجزيرة
يرجع تاريخ تسمية الجزيرة بأم كرابيج إلى أيام الحكم الإنجليزي، حيث حدثت مواجهة تقريبا في الفترة (1870م - 1880م) بين المأمور الإنجليزي وأهل الجزيرة وكانت الجزيرة في حينها تسمى (الكنج). جاء ضابط إنجليزي يدعى (جكسون باشا) على رأس قوة من الشرطة ومساح، وأراد أن يمسح الأرض ويسجلها باسم أناس آخرين من قرية أخرى، مقابل حفنة من الجنيهات. فتصدى له رجل اسمه عبد الكريم علي حمدين من قبيلة الحمديناب التي هي الأكثرية في القرية وأمسك بلجام فرس الضابط ورفض أن يتركه بتحد واضح. أمر الضابط أفراد الشرطة بأن يكبلوا عبد الكريم (أي يكربجوه)، فأمسكوا به وانهالوا عليه ضربا بالسياط حتى روى الأرض بدمه. وأعجب الإنجليز بشجاعة الرجل فأخذوه إلى السجن في مركز (الخندق) وسجن لليلة واحدة ثم أفرج عنه. وسجلت له الأرض باسمه، ومن يومها حول الإنجليز اسم جزيرة (الكنج) إلى اسم جزيرة (أم كرابيج).

## منشآت الجزيرة
من المعالم التاريخية بالقرية ما يعتقد أنها أضرحة لصالحين (سريتنتود) و (حايبره) و (مقبرة دلوس). وأشجار عتيقة (طرفاية حمد) (حراز ود اللمين) (تمر حبسة). وأطلال (بيوت الكنج القديم)، كما يوجد بالقرية مسجدان وزاوية واحدة ومدرسة ومركز صحي وناد ودار للمرأة.

## المنتجات الزراعية
الفول المصري، القمح، البازلاء، اللوبيا، وجميع الخضروات. كما تعتبر زراعة النخيل أمر أساسي حيث يمتلك كل شخص كمية من أشجار النخيل. وفي شهر سبتمبر من كل عام حين يحين (موسم جنى البلح) ترى أهل القرية يأتون من المدن الكبيرة كالخرطوم ودنقلا وحتى من خارج السودان لحضور هذا الموسم المهم جداً.